# Hydromantes flavus
Espèce
Synonymes
- Hydromantes genei flavus Stefani, 1969 "1968"
- Speleomantes flavus (Stefani, 1969)

Statut de conservation UICN

 VU D2 : Vulnérable
Hydromantes flavus est une espèce d'urodèles de la famille des Plethodontidae. Elle peut être appelée en français Spélerpès du Monte Albo.

## Description
Les mâles comme les femelles mesurent 135 mm. Des tâches jaunes parsèment le dos sombre de certains animaux. D'autres sont intégralement noirs.

## Répartition

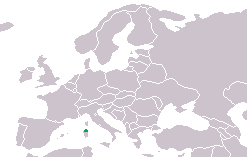

Cette espèce est endémique de Sardaigne en Italie. Elle se rencontre de 40 à 1 050 m d'altitude dans la région du Monte Albo,.

## Publication originale
- Stefani, 1969 : La distribuzione geografica e l'evoluzione del geotritone sardo (Hydromantes genei Schleg.) e del geotritone continentale europeo (Hydromantes italicus Dunn.). Archivio Zoologico Italiano, vol. 53, p. 207-244.